# Прхал, Антонин
Антонин Прхал (чеш. Antonín Prchal; 7 мая 1923, Йиглава — 20 мая 1996, Прага), он же Иван Гариш (чеш. Ivan Gariš) — чехословацкий коммунист, офицер госбезопасности, следователь и руководитель StB, заместитель министра национальной безопасности в 1952—1953 годах. Активный участник политических репрессий. В 1963 году осуждён за «нарушения социалистической законности». После освобождения в 1964 году работал в торговле. Известен как писатель и киносценарист в жанре детективов и боевиков.

## Поступление на службу
Родился в семье чешского рабочего-стеклодува. Среднее образование получил во время нацистской оккупации. Сразу после войны, в 1945, поступил на службу в органы госбезопасности (StB), созданные под руководством Коммунистической партии Чехословакии (КПЧ).
Первоначально служил в управлении StB города Брно. Преуспел в создании осведомительской сети из членов некоммунистических партий.

## Участник репрессий
В 1948 году, после февральского переворота, установившего монопольное правление КПЧ, Антонин Прхал был переведён в Прагу. С 1949 — следователь StB, с 1950 года — заместитель начальника 5-го сектора StB (следственный аппарат). Активно участвовал в политических репрессиях и внутрипартийных чистках. Имел звание полковника.
Антонин Прхал лично арестовывал в 1950—1951 таких крупных деятелей КПЧ, как Отто Шлинг, Йозеф Павел, Рудольф Сланский. Руководил следственными действиями при подготовке процесса Сланского и сопутствующих ему акций. Санкционировал самые жёсткие методы психологического и физического давления на подследственных — шантаж родственниками, избиения, пытки, изматывающие перемещения, обманные манипуляции. Одним из подчинённых Прхала был известный своей жестокостью майор Ярослав Яноушек.
С именем Антонина Прхала связаны также операции StB под кодовыми названиями Kámen и Modřín. Первая операция состояла в обустройстве фиктивного «участка государственной границы», провоцировании неблагонадёжных граждан на его пересечение и последующих арестах. Вторая заключалась в распространении слухов о внутренних конфликтах во властных кругах, что позволяло выявлять и арестовывать потенциальных оппозиционеров.
12 февраля 1952 года 28-летний Антонин Прхал был назначен заместителем министра национальной безопасности Карола Бацилека (сменил на этом посту Карела Шваба). Курировал в министерстве Корпус национальной безопасности и особо — службу StB. По итогам процесса Сланского был награждён орденом Республики. После упразднения Министерства национальной безопасности Прхал перешёл в систему МВД и оставался руководителем StB до 1956 (на период его руководства пришлась ликвидация подпольной организации Чёрный лев 777 во главе с Иржи Ржезачем, Ярославом Сиротеком и Богумилом Шимой).
Полковник Прхал считался высококвалифицированным функционером госбезопасности режима Клемента Готвальда. Как оперативник он быстро выявлял и ликвидировал очаги враждебной деятельности, как следователь добивался необходимых показаний и признаний. Прхал являлся одной из ключевых фигур репрессивного аппарата.

## Увольнение и падение
Десталинизация в Чехословакии осуществлялась медленнее, чем в других странах Восточной Европы, однако Антонин Прхал являлся до одиозности знаковой фигурой. Уже в 1956 году он был отправлен в отставку. Поступил на работу в отдел безопасности металлургического завода в Кладно.
В 1963 году Антонин Прхал был арестован и привлечён к уголовной ответственности за «нарушения социалистической законности» в 1940—1950-х. Суд признал Прхала виновным и приговорил к шести годам тюремного заключения с лишением наград и званий.
Однако уже в 1964 году Прхал был досрочно освобождён. Выйдя из тюрьмы, работал в геологической партии, затем торгово-транспортным менеджером в Праге, промоутером цирка и варьете.

Для человека, принадлежавшего в начале 1950-х к самым влиятельным руководителям государства, это было очень крутое падение.

В период Пражской весны 1968 Антонин Прхал всячески дистанцировался от политики. Символично, что министром внутренних дел в тот период являлся Йозеф Павел, которого Прхал в своё время арестовывал и подвергал жёсткому прессингу на следствии. Прхал подвергался критике в официальной печати.
После подавления дубчековских реформ вооружёнными силами СССР и Варшавского договора общественное положение Прхала явно укрепилось. В период гусаковской «нормализации» ему удалось частично восстановиться в статусе, хотя далеко не на уровне начала 1950-х. В 1969 году Антонин Прхал стал руководящим менеджером государственного внешнеторгового предприятия Škoda-export.

## Писатель и сценарист
Ещё в довоенной юности Антонин Прхал был склонен к литературным опытам, публиковал стихи в студенческом журнале. С 1970-х годов он активно занялся написанием детективных романов и киносценариев. Тесно сотрудничал с известными режиссёрами Йозефом Махом и Йозефом Пицеком.
С 1971 по 1989 на киностудии Баррандов были поставлены более десяти фильмов по сценариям Антонина Прхала. Все они относятся к приключенческому жанру, обычно «шпионскому» или «мафиозному». За это время он издал также шесть романов. Характерны названия книг и фильмов: Кто придёт до полуночи, Действие в Стамбуле, Мужские пути, Лето с Венерой, Бал в отеле «Солнце», Дело для спецгруппы, Босс, возвращайся! Главным героем обычно выступал сотрудник госбезопасности типа «чехословацкого Джеймса Бонда» в единоборстве с западными спецслужбами. Подчёркнутое внимание уделялось при этом антуражу западной жизни.
Литературная и кинематографическая деятельность позволила Антонину Прхалу существенно изменить свой общественный имидж. Под конец он стал восприниматься в ЧССР больше как автор романов и кинолент, чем как офицер карательных органов. Даже называть его чаще стали по творческому псевдониму — Иван Гариш.
После Бархатной революции 1989 Прхал—Гариш отошёл от всякой публичности. К ответственности он не привлекался. Скончался в столице Чехии в возрасте 73 лет.

## Семья
Антонин Прхал был женат на Миладе Прхаловой (урождённая Шебестова). Милада Прхалова много лет занимала различные хозяйственные должности в системе потребительской кооперации и торговли. В браке супруги имели сына, также названного Антонином.
Антонин Прхал-младший, как и его отец, служил в StB. Он активно участвовал в преследованиях чехословацких диссидентов, в том числе в нападениях и избиениях. Уволен со службы в апреле 1990. В июне 1989, незадолго до Бархатной революции, майор Прхал-младший с тремя подчинёнными похитил, вывез в лес и избил журналиста и поэта Петра Плацака, который принимал тогда участие в протестах против вырубки лесов. Много лет спустя Прхал-младший был приговорён за эту акцию к полутора годам заключения.

Оба Прхала символизируют методы госбезопасности, каждый для своего времени: старший — кровавые 50-е, младший — «нормализацию». По характеру они одинаковы. Оба беспощадно боролись с оппозицией, оба были убеждены в преимуществах своей жестокости, оба действовали ради карьеры. Видимо, они надеялись, что коммунистический режим будет вечен и верили в безнаказанность своих преступлений. Но старший ответил за свои действия в начале 60-х, младший через 25 лет после ноября 1989.

Ева Лукашова — жена Прхала-младшего, невестка Прхала-старшего — служила в Корпусе национальной безопасности, имела звание майора. Уволена в начале 1990 года, несмотря на выраженное пожелание служить в спецслужбе демократической Чехии.